# 天主教斯克蘭頓教區
天主教斯克蘭頓教區（拉丁語：Dioecesis Scrantonensis）是美國一個羅馬天主教教區，屬費城總教區。成立於1868年3月3日。
範圍包括賓夕法尼亞州東北部十一縣，教座位於斯克蘭頓。2010年有教友323,047人（佔轄區總人口29.6%）、148個堂區、340名司鐸。現任教區主教若瑟·C·班貝拉。